# Гоннвіль
Гоннві́ль, Ґоннвіль (фр. Gonneville) — колишній муніципалітет у Франції, у регіоні Нормандія, департамент Манш. Населення — 884 осіб (2011).
Муніципалітет був розташований на відстані близько 290 км на захід від Парижа, 95 км на північний захід від Кана, 65 км на північний захід від Сен-Ло.

## Історія
До 2015 року муніципалітет перебував у складі регіону Нижня Нормандія. Від 1 січня 2016 року належав до нового об'єднаного регіону Нормандія.
1 січня 2016 року Гоннвіль і Ле-Тей було об'єднано в новий муніципалітет Гоннвіль-Ле-Тей.

## Демографія
Динаміка населення (INSEE ):
Розподіл населення за віком та статтю (2006):
| Стать | Всього | До 15 років | 15-24 | 25-44 | 45-64 | 65-85 | Понад 85 |
| --- | ------ | ----------- | ----- | ----- | ----- | ----- | -------- |
| Чоловіки | 428    | 108         | 20    | 124   | 136   | 40    | 0        |
| Жінки | 432    | 96          | 44    | 108   | 120   | 56    | 8        |
| \| Статево-вікова піраміда \| Статево-вікова піраміда \| Статево-вікова піраміда \| \| ----------------------- \| ----------------------- \| ----------------------- \| \| Чоловіки \| Вік \| Жінки \| \| 0 \| 85 + \| 8 \| \| 0 \| 80-84 \| 4 \| \| 8 \| 75-79 \| 16 \| \| 16 \| 70-74 \| 12 \| \| 16 \| 65-69 \| 24 \| \| 16 \| 60-64 \| 12 \| \| 44 \| 55-59 \| 40 \| \| 44 \| 50-54 \| 28 \| \| 32 \| 45-49 \| 40 \| \| 48 \| 40-44 \| 40 \| \| 28 \| 35-39 \| 20 \| \| 28 \| 30-34 \| 24 \| \| 20 \| 25-29 \| 24 \| \| 8 \| 20-24 \| 8 \| \| 12 \| 15-20 \| 36 \| \| 48 \| 10-14 \| 36 \| \| 40 \| 5-9 \| 32 \| \| 20 \| 0-4 \| 28 \| |        |             |       |       |       |       |          |
| Статево-вікова піраміда |        |             |       |       |       |       |          |
| Чоловіки | Вік    | Жінки       |       |       |       |       |          |
| 0 | 85 +   | 8           |       |       |       |       |          |
| 0 | 80-84  | 4           |       |       |       |       |          |
| 8 | 75-79  | 16          |       |       |       |       |          |
| 16 | 70-74  | 12          |       |       |       |       |          |
| 16 | 65-69  | 24          |       |       |       |       |          |
| 16 | 60-64  | 12          |       |       |       |       |          |
| 44 | 55-59  | 40          |       |       |       |       |          |
| 44 | 50-54  | 28          |       |       |       |       |          |
| 32 | 45-49  | 40          |       |       |       |       |          |
| 48 | 40-44  | 40          |       |       |       |       |          |
| 28 | 35-39  | 20          |       |       |       |       |          |
| 28 | 30-34  | 24          |       |       |       |       |          |
| 20 | 25-29  | 24          |       |       |       |       |          |
| 8 | 20-24  | 8           |       |       |       |       |          |
| 12 | 15-20  | 36          |       |       |       |       |          |
| 48 | 10-14  | 36          |       |       |       |       |          |
| 40 | 5-9    | 32          |       |       |       |       |          |
| 20 | 0-4    | 28          |       |       |       |       |          |

## Економіка
2010 року серед 600 осіб працездатного віку (15—64 років) 447 були активними, 153 — неактивними (показник активності 74,5%, у 1999 році було 73,1%). З 447 активних мешканців працювало 411 осіб (222 чоловіки та 189 жінок), безробітними було 36 (15 чоловіків та 21 жінка). Серед 153 неактивних 40 осіб було учнями чи студентами, 79 — пенсіонерами, 34 були неактивними з інших причин.

У 2010 році в муніципалітеті числилось 328 оподаткованих домогосподарств, у яких проживали 931,5 особи, медіана доходів виносила 17 906 євро на одного особоспоживача